# 加尔瓦伊韦拉
加尔瓦伊韦拉，是西班牙埃斯特雷马杜拉巴达霍斯省的一个市镇。总面积84平方公里，总人口557人（2001年），人口密度7人/平方公里。